# David Petrasek
David Petrasek, född den 1 februari 1976 i Huskvarna i Sverige, är en svensk före detta ishockeyback som spelade sina sista år i moderklubben HV71 i SHL. Han har vunnit tre SM-guld med HV71 (1995, 2008 och 2010) och VM-silver med svenska landslaget.
Den 23 januari 2012 skrev Petrasek ett nytt kontrakt med HV71 i SHL fram till år 2015. 
Den 17 mars 2016 meddelade Petrasek officiellt att han avslutar sin karriär, för att i stället satsa på restaurangbranschen. När David Petrasek avslutade sin karriär var han den spelare som spelat flest matcher i Elitserien/SHL. Totalt blev det 887 grundseriematcher, 645 av dessa spelade han för HV71. 
Petraseks pappa är från Tjeckoslovakien.

## Meriter
- J18 Elit EM-guld 1994
- J20 VM-silver 1996
- J20 SuperElit SM-guld 1996
- SM-guld med HV71 1995, 2008, 2010
- SM-silver med HV71 2009
- VM-silver 2011
- All-Star Team VM 2011

## Klubbar
- HV71 1994/1995 – 1999/2000
- Malmö Redhawks 2000/2001 – 2004/2005
- HV71 2005/2006 – 2009/2010
- HK Dynamo Minsk 2010/2011
- HK Sibir Novosibirsk 2011/2012
- Atlant Mytisjtji  2011/2012
- HV71 2011/2012 - 2015/2016